# Raigachhi
Raigachhi é uma vila no distrito de North 24 Parganas, no estado indiano de Bengala Ocidental.

## Demografia
Segundo o censo de 2001, Raigachhi tinha uma população de 6728 habitantes. Os indivíduos do sexo masculino constituem 51% da população e os do sexo feminino 49%. Raigachhi tem uma taxa de literacia de 55%, inferior à média nacional de 59,5%: a literacia no sexo masculino é de 58% e no sexo feminino é de 52%. Em Raigachhi, 16% da população está abaixo dos 6 anos de idade.